# Edward G. Miller, Jr.
Edward Godfrey Miller Jr. (San Juan, 27 de septiembre de 1911-Nueva York, 15 de abril de 1968) es un abogado estadounidense, de origen puertorriqueño, que se desempeñó como secretario de Estado adjunto para Asuntos Interamericanos entre 1949 y 1952, bajo la presidencia de Harry S. Truman.

## Biografía

### Primeros años y educación
Nació el 27 de septiembre de 1911 en San Juan (Puerto Rico), donde su padre trabajaba como ingeniero en una refinería de azúcar. En 1913, la familia se mudó a Cuba. Para sus estudios secundarios, fue enviado a St. Paul's School en Concord (Nuevo Hampshire) desde 1923 hasta 1929. Luego asistió a la Universidad de Yale, graduándose en 1933. Posteriormente asistió a la Escuela de Derecho Harvard, graduándose en 1936.

### Carrera
Después de la escuela de derecho, se convirtió en un abogado asociado en el bufete de abogados Sullivan & Cromwell en la ciudad de Nueva York, más conocido en ese momento como el bufete de abogados de John Foster Dulles.
Con el estallido de la Segunda Guerra Mundial, en 1941, se unió al Departamento de Estado de los Estados Unidos y se convirtió en asistente especial del embajador de los Estados Unidos en Brasil, Jefferson Caffery, en Río de Janeiro. Ya con fluidez en español desde su infancia en Puerto Rico y Cuba, aprendió a hablar portugués. En 1944, se desempeñó como delegado de los Estados Unidos en la Conferencia Monetaria y Financiera de las Naciones Unidas en Bretton Woods (Nuevo Hampshire). Entre 1945 y 1947 fue asistente especial del subsecretario de Estado Dean Acheson.
En 1947, regresó a Sullivan & Cromwell como socio. Entre agosto y septiembre de 1948, fue uno de los muchos abogados prominentes que aconsejaron a Alger Hiss sobre si presentar una demanda por difamación contra Whittaker Chambers después de que Chambers informara en Meet the Press de NBC Radio que Hiss había sido comunista.
En 1949, el presidente de los Estados Unidos, Harry S. Truman, lo nominó subsecretario de Estado para Asuntos de las Repúblicas Americanas. Después de la confirmación del Senado, ocupó este cargo desde el 28 de junio de 1949 hasta el 31 de diciembre de 1952 (aunque el nombre del cargo se cambió a subsecretario de Estado para Asuntos Interamericanos el 3 de octubre de 1949, con el establecimiento de la Oficina de Asuntos Interamericanos). El nombramiento de Miller marcó una nueva disposición para ayudar en el desarrollo de América Latina. Entre ellos, Argentina, pese a la oposición de la administración Truman con el gobierno de Juan Domingo Perón.
En 1953, regresó a Sullivan y Cromwell, donde permaneció hasta 1958. Entre 1954 y 1956, dirigió el Comité de Asuntos Puertorriqueños de la oficina del alcalde de Nueva York Robert F. Wagner Jr. En 1958, se unió al banco de inversiones Lazard Frères como socio.
En 1960, a instancias de Adlai Stevenson, se unió a la firma de abogados de Paul, Weiss, Rifkind, Wharton y Garrison. En 1961, fue elegido presidente de Puerto Rico Culture Center, Inc., una organización formada para crear conciencia sobre la cultura puertorriqueña en la ciudad de Nueva York. En 1967 se unió a la firma de abogados Mallet-Prevost, Colt & Mosle.
Falleció en la ciudad de Nueva York el 15 de abril de 1968.

## Publicaciones
- «Inter-American Relations in Perspective», Bulletin, 3 de abril de 1950, pp. 521-523.